# Francisco Morán Ramos
Juan Francisco Morán Ramos (Manzano, Salamanca, 1874-Madrid, 30 de enero de 1943) fue un sacerdote español. Vicario General de la diócesis de Madrid-Alcalá (1927-1943).

## Biografía
Francisco Morán nació en la localidad salmantina de Manzano (1974). Se doctoró en Teología y Derecho Canónico en la Universidad Pontificia de Salamanca. Tras su ordenación sacerdotal fue canónigo por oposición de la catedral de Madrid (1913) y deán del cabildo catedralicio (1934). Catedrático de Sociología en el seminario conciliar de Madrid. Fue vicario general de la diócesis de Madrid-Alcalá (desde 1927 hasta su fallecimiento). Según cuenta Kodasver, Morán fue como Vicario General, «para el Prelado, colaborador sumiso y de escasa iniciativa, y para con el sacerdote subordinado, superior humano, comprensivo y prudente, algunas veces hasta la irresolución».

### Acción Católica
Junto con el cardenal Victoriano Guisasola y Menéndez fue uno de los impulsores de la Acción Católica en España, donde ocupó diversos cargos: Presidente de la Acción Católica diocesana, y consiliario de la Acción Católica de la mujer (1919-1934). Organizó las Escuelas Sociales en España, similares a las existentes en Bélgica. Capellán de honor de número (1920) y Doctoral (1923) de la Real Capilla de Madrid.
En 1925 fue candidato para ocupar la Diócesis de Jaca, pero su nombramiento como obispo no llegó a realizarse porque la Santa Sede lo rechazó al haber sido acusado de tener ideas democristianas extremas y de ser ambicioso.
Durante los años treinta se relacionó frecuentemente con Josemaría Escrivá para tratar asuntos de la diócesis y otros temas relacionados con el naciente Opus Dei. El comienzo de la guerra civil interrumpió momentáneamente la relación, que se reanudó tras la llegada de Escrivá a Burgos y continuó posteriormente en Madrid.La relación entre ambos se remonta, posiblemente a 1931, cuando Luz Rodríguez-Casanova habló a Morán de Escrivá, cuando el sacerdote aragonés había obtenido las primeras licencias ministeriales en Madrid. Posteriormente, el 13 de enero de 1931 se encontraron casualmente en el metro, y comenzaron un trato que se hizo más frecuente a partir de 1933, cuando Josemaría Escrivá, tras la desaparición de la jurisdicción palatina, volvió a depender del Vicario General para la renovación de las licencias.
En 1935 Francisco Morán se ocupó de su primo, el sacerdote salmantino Melitón Morán, que ejercía su ministerio sacerdotal en la diócesis salmantina. Ante la presión anticlerical fue acogido por Francisco Morán y destinado a las Carmelitas Descalzas de la localidad madrileña de Boadilla del Monte, donde fallecería martirizado el 20 de julio de 1936.
Falleció en Madrid, el 30 de enero de 1943.